# قسطنطين كريجفسكي
قسطنطين كريجفسكي (بالروسية: Крижевский, Константин Станиславович)‏ (مواليد 20 فبراير 1926) هو لاعب كرة قدم. لعب مع منتخب الاتحاد السوفييتي لكرة القدم. سبق له أن لعب في كأس العالم لكرة القدم مع منتخب بلاده.

## روابط خارجية
- قسطنطين كريجفسكي على موقع قاعدة بيانات كرة القدم.إي يو (الإنجليزية)
- قسطنطين كريجفسكي على موقع ناشيونال فوتبول تيمز (الإنجليزية)
- قسطنطين كريجفسكي على موقع أوليمبيديا (الإنجليزية)